# Ayo Dosunmu
Quamdeen Ayopo "Ayo" Dosunmu (Illinois, 17 de janeiro de 2000) é um jogador norte-americano de basquete profissional que atualmente joga no Chicago Bulls da National Basketball Association (NBA).
Ele jogou basquete universitário na Universidade de Illinois e foi selecionado pelos Bulls como a 38º escolha geral no Draft da NBA de 2021.

## Início da vida e carreira no ensino médio
Dosunmu nasceu em Chicago, filho de imigrantes nigerianos. Ele descende do povo iorubá na Nigéria e seu nome “Ayo” significa alegria na língua iorubá. Ele começou sua carreira no ensino médio na Westinghouse College Prep de Chicago, onde ajudou a levar a equipe a um título da conferência de 2015 contra a Al Raby High School. Após seu primeiro ano, Dosunmu foi transferido para Morgan Park. Ele levou a equipe ao título do Campeonato Estadual 3A, apesar de se machucar nas semifinais. Em seu último ano, Dosunmu levou a equipe a mais um título do campeonato estadual, no qual marcou 28 pontos; quebrando um recorde da IHSA de pontos marcados em uma final.
Em março de 2018, Dosunmu foi nomeado um dos 26 alunos do último ano do ensino médio que participaram do Jordan Brand Classic em 8 de abril de 2018 no Barclays Center. Durante sua última temporada, ele teve médias de 25,2 pontos, 7,4 rebotes, 7,3 assistências e 2,7 roubadas de bola e levou Morgan Park ao segundo título consecutivo da IHSA Class 3A.

### Recrutamento
Em 19 de outubro de 2017, Dosunmu se comprometeu verbalmente a jogar basquete universitário na Universidade de Illinois. Ele assinou sua Carta de Intenção Nacional em novembro de 2017.
| Nome | Cidade Natal                           | Escola           | Altura             | Peso           | Data                  |
| --- | -------------------------------------- | ---------------- | ------------------ | -------------- | --------------------- |
| Ayo Dosunmu PG | Chicago, IL                            | Morgan Park (IL) | 6 ft 5 in (1.96 m) | 185 lb (84 kg) | 19 de Outubro de 2017 |
| Ayo Dosunmu PG | Recrutamento: Rivals: 247Sports: ESPN: |                  |                    |                |                       |
| Rankings: Rivals: 30º \| 247Sports: 30º \| ESPN: 36º |                                        |                  |                    |                |                       |
| - Nota: Em muitos casos, Scout, Rivals, 247Sports e ESPN podem entrar em conflito em suas listas de altura e peso, nestes casos, a média foi obtida. - Fonte: |                                        |                  |                    |                |                       |

## Carreira universitária

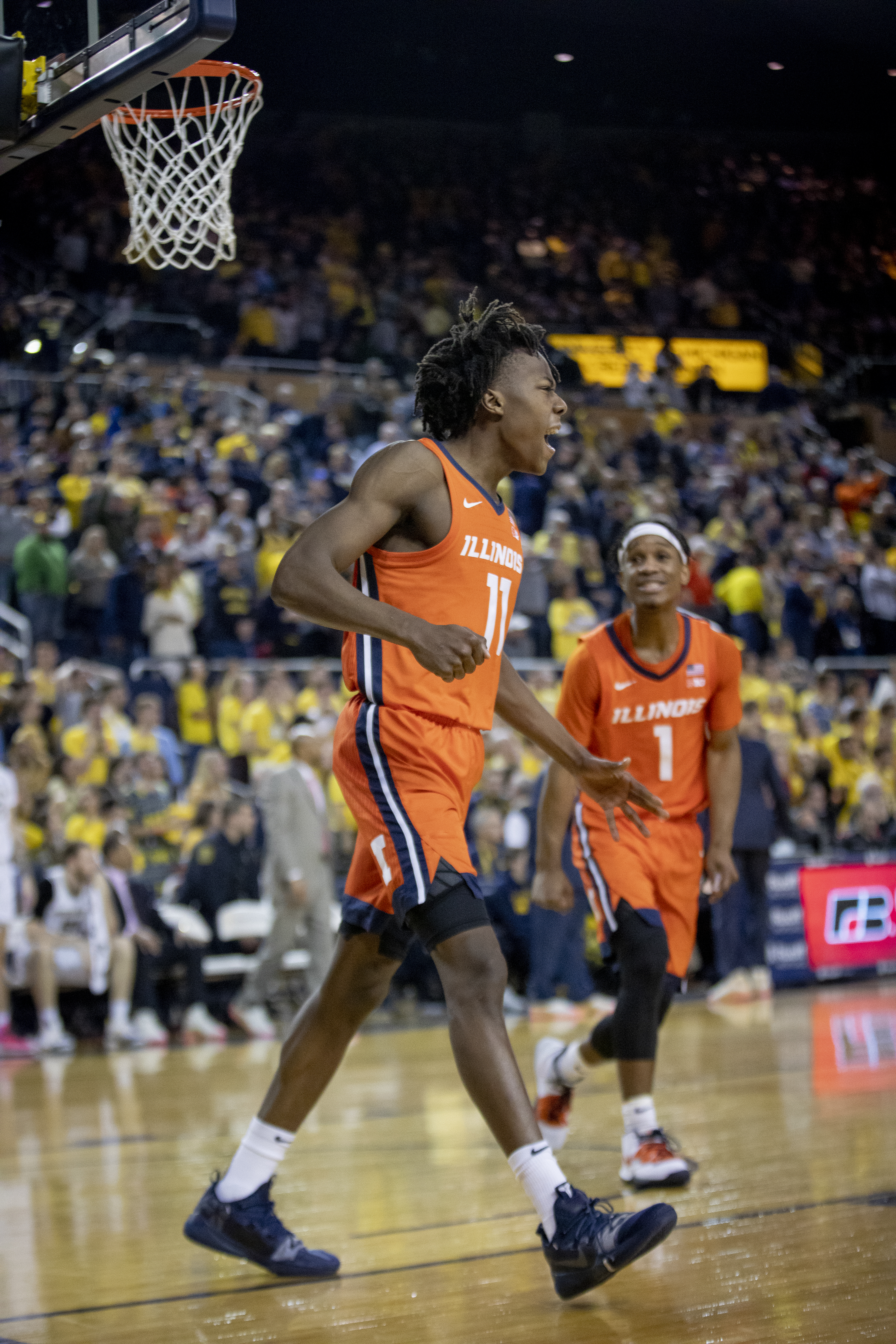
Dosunmu (esquerda) em 2020

Dosunmu fez sua estreia na universidade em 8 de novembro de 2018, contra Evansville, registrando 18 pontos, seis rebotes, quatro assistências e três roubadas de bola. Após a temporada, Dosunmu foi nomeado para a Equipe de Calouros da Big Ten e uma menção honrosa para a Equipe da Big 10. Ele teve médias de 13,8 pontos e 3,3 assistências como calouro.
Em 25 de janeiro de 2020, Dosunmu acertou um arremesso no último segundo na vitória por 64-62 sobre Michigan. No final da temporada regular, ele  foi nomeado para a Primeira-Equipe da Big Ten pela mídia e para a Segunda-Equipe pelos treinadores. Em seu segundo ano, ele teve médias de 16,6 pontos, 4,3 rebotes e 3,3 assistências. Após a temporada, Dosunmu se declarou para o Draft da NBA de 2020 mas se retirou do draft para retornar a Illinois em 31 de julho de 2020.
Em sua estreia na sua terceira temporada em 25 de novembro de 2020, Dosunmu registrou 28 pontos, 10 rebotes e cinco assistências na vitória por 122-60 contra North Carolina A&T. Em 6 de fevereiro de 2021, ele se tornou o terceiro jogador na história da universidade a registrar um triplo-duplo com 21 pontos, 12 rebotes e 12 assistências na vitória por 75-60 sobre Wisconsin. Em 20 de fevereiro, Dosunmu registrou seu segundo triplo-duplo com 19 pontos, 10 rebotes e 10 assistências na vitória por 94-63 sobre Minnesota. Em 14 de março, ele registrou 16 pontos e nove rebotes na vitória por 91-88 sobre Ohio State na final do Torneio da Big Ten. Ele ganhou o prêmio de MVP do torneio e o Prêmio Bob Cousy como o melhor armador do país. Em 6 de abril de 2021, Dosunmu se declarou para o Draft da NBA de 2021, encerrando sua carreira de três anos em Illinois.
Em 6 de janeiro de 2022, o número 11 de Dosunmu foi homenageado pela Universidade de Illinois.

## Carreira profissional

### Chicago Bulls (2021–Presente)
Dosunmu foi selecionado pelo Chicago Bulls como a 38ª escolha geral no draft da NBA de 2021. Em 18 de agosto de 2021, os Bulls anunciaram que haviam assinado um contrato de 2 anos e US$2.49 milhões com Dosunmu.
Em 8 de dezembro de 2021, Dosunmu entrou como titular dos Bulls e registrou 11 pontos, 6 rebotes e 8 assistências na vitória por 109–97 sobre o Denver Nuggets. Em 25 de janeiro de 2022, Dosunmu começou com nove cestas consecutivas convertidas, superando o recorde de novato dos Bulls de Orlando Woolridge, que era de oito.
Em 21 de dezembro de 2022, Dosunmu conseguiu uma cesta no estouro do cronômetro, garantindo a vitória por 110-108 sobre o Atlanta Hawks.
Em 23 de julho de 2023, Dosunmu assinou um novo contrato de 3 anos e US$ 21 milhões com os Bulls.
Em 12 de fevereiro de 2024, Dosunmu marcou 29 pontos na vitória por 136 a 126 contra o Atlanta Hawks. Em 16 de março, ele alcançou sua maior pontuação na carreira com 34 pontos em uma vitória por 127 a 98 sobre o Washington Wizards.

## Estatísticas da carreira

### NBA

#### Temporada regular
| Ano      | Equipe   | PJ  | PT | MPJ  | AP   | 3P   | LL   | RT  | AS  | BR | TO | PPJ  |
| -------- | -------- | --- | -- | ---- | ---- | ---- | ---- | --- | --- | -- | -- | ---- |
| 2021–22  | Chicago  | 77  | 40 | 27.4 | .520 | .376 | .679 | 2.8 | 3.3 | .8 | .4 | 8.8  |
| 2022–23  | Chicago  | 20  | 20 | 29.0 | .515 | .323 | .944 | 3.5 | 2.9 | .7 | .5 | 10.7 |
| 2023–24  | Chicago  | 76  | 37 | 29.1 | .501 | .403 | .810 | 2.8 | 3.2 | .9 | .5 | 12.2 |
| Carreira | Carreira | 173 | 97 | 28.5 | .512 | .367 | .810 | 3.0 | 3.1 | .7 | .4 | 10.5 |

#### Play-In
| Ano      | Equipe   | PJ | PT | MPJ  | AP   | 3P   | LL    | RT  | AS  | BR  | TO  | PPJ  |
| -------- | -------- | -- | -- | ---- | ---- | ---- | ----- | --- | --- | --- | --- | ---- |
| 2023     | Chicago  | 2  | 0  | 5.4  | .000 | .000 | —     | .5  | .0  | .0  | .0  | .0   |
| 2024     | Chicago  | 2  | 2  | 41.1 | .407 | .333 | 1.000 | 2.5 | 3.5 | 1.5 | 2.0 | 14.5 |
| Carreira | Carreira | 4  | 2  | 23.2 | .203 | .166 | 1.000 | 1.5 | 1.7 | .7  | 1.0 | 7.2  |

#### Playoffs
| Ano  | Equipe  | PJ | PT | MPJ  | AP   | 3P   | LL    | RT  | AS  | BR | TO | PPJ |
| ---- | ------- | -- | -- | ---- | ---- | ---- | ----- | --- | --- | -- | -- | --- |
| 2022 | Chicago | 5  | 1  | 17.2 | .308 | .231 | 1.000 | 2.6 | 2.2 | .2 | .0 | 4.0 |

### Universitário
| Ano      | Equipe   | PJ | PT | MPJ  | AP   | 3P   | LL   | RT  | AS  | BR  | TO | PPJ  |
| -------- | -------- | -- | -- | ---- | ---- | ---- | ---- | --- | --- | --- | -- | ---- |
| 2018–19  | Illinois | 32 | 32 | 31.3 | .435 | .352 | .695 | 4.0 | 3.3 | 1.3 | .3 | 13.8 |
| 2019–20  | Illinois | 30 | 30 | 33.5 | .484 | .296 | .755 | 4.3 | 3.3 | .8  | .2 | 16.6 |
| 2020–21  | Illinois | 28 | 28 | 35.1 | .488 | .390 | .783 | 6.3 | 5.3 | 1.1 | .2 | 20.1 |
| Carreira | Carreira | 90 | 90 | 33.3 | .469 | .345 | .744 | 4.8 | 3.9 | 1.0 | .2 | 16.8 |

Fonte: